# Uebelmannia
Uebelmannia je rod z čeledi kaktusovitých pocházející z Brazílie. Tělo je kulovité nebo válcovité. Trny jsou seřazeny v řadě na žebrech. Své botanické pojmenování dostal podle švýcarského kaktusáře jménem Werner Uebelmann (1921-2014), popsán byl však až v roce 1967 A. F. H. Buiningem. Pěstování těchto sukulentů je náročné. Tento kaktus se rozmnožuje pouze semeny, protože nevytváří odnože.
Rod zahrnuje 3 druhy, které jsou všechny endemity brazilského státu Minas Gerais.